# Savoyse Alpen

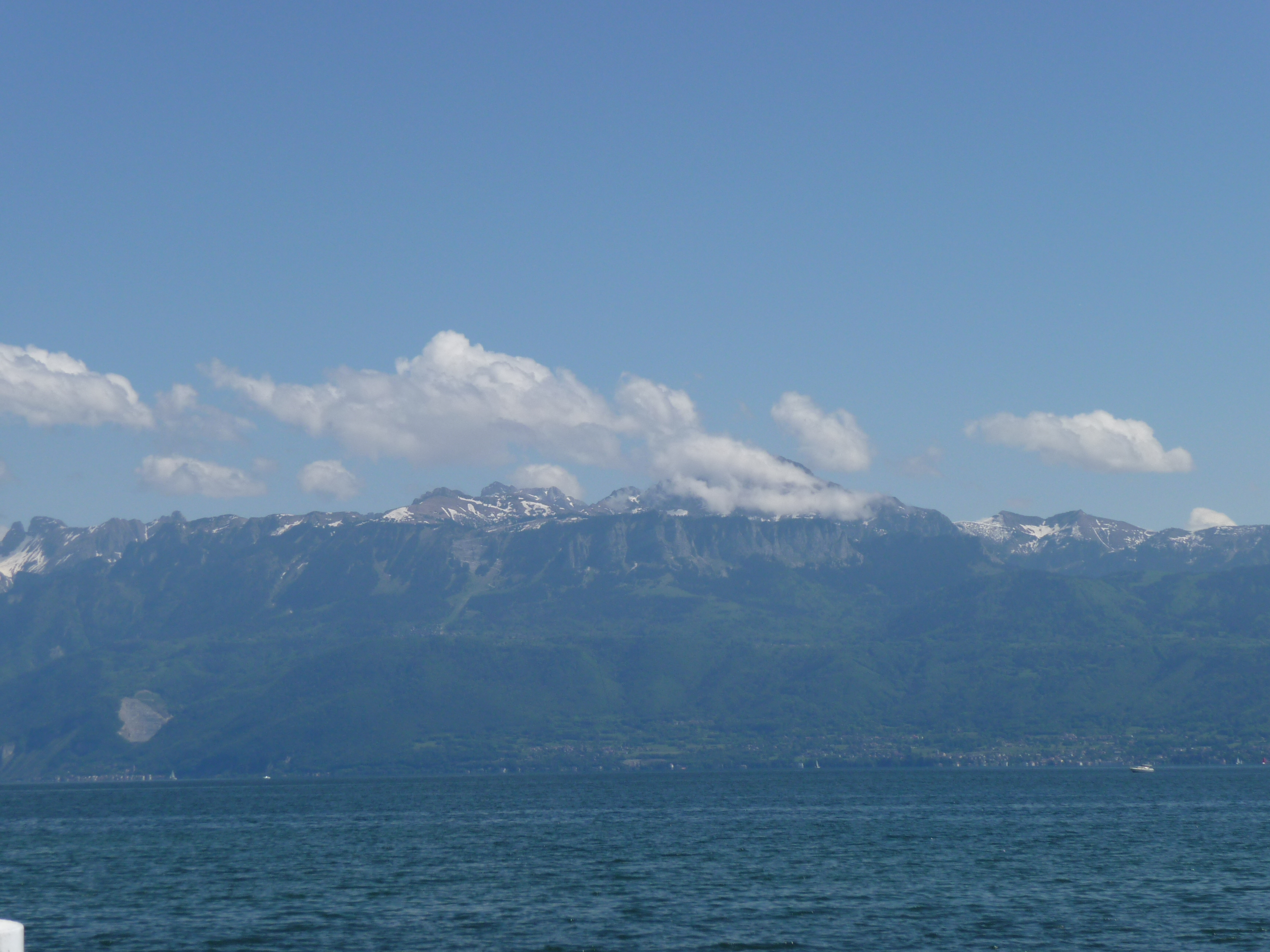
de Savoyse Alpen bij Lausanne

De Savoyse Alpen (Alpes de Savoie) vormen een berggebied dat onderdeel vormt van het westelijk deel van de Alpen. Ze liggen ten zuiden van het Meer van Genève in de regio Savoye, verspreid over de huidige Franse departementen Savoie en Haute-Savoie. Het hoogste bergmassief van de Savoyse Alpen is het Mont Blancmassief.
Ten zuidoosten van de Savoyse Alpen, ten zuiden van de Kleine Sint-Bernhardpas en het Tarentaisedal, liggen de Grajische Alpen. Ten oosten van de Savoyse Alpen, aan de andere zijde van de Grote Sint-Bernhardpas, liggen de Walliser Alpen.